# Архитектура Северне Македоније
Архитектура Северне Македоније односи се на архитектуру која се практиковала на територији државе.
Неколико група људи који су населили или контролисали данашњу Северну Македонију утицали су на земљу на много начина, а једна од њих је архитектура. Ове групе људи укључују Пеоније, Илире, античке Македонце, Римљане, Византијце, Бугаре, Србе, Османлије, Југословене и етнички Македонце.

## Рана архитектура
Најранији пример архитектонске делатности у Северној Македонији потиче из неолита и састоји се од структура повезаних са мегалитом. Кокино је четврта најстарија мегалитска опсерваторија на свету. Локалитет се састоји од стена израђених на начин који омогућава посматрање небеских објеката.

## Древна архитектура
Остаци архитектуре из доба древног краљевства раштркани су широм Северне Македоније, посебно на југу некадашње територије Античке Македоније.
Хераклеја Линкестис, основан средином 4. века пре нове ере, био је важан стратешки град јер граничи Епир на западу и Пеонинско краљевство на северу. Римска архитектура данас доминира локалитетом због нивоа ископавања која излажу слојеве из римског доба.
Антички театар у данашњем Охриду је саграђен  током 1. века пре нове ере. Реконструисана је и данас је у употреби. Локација између два брда која га окружују штите га од ветрова који би могли ометати акустику током извођења.

## Римска архитектура
Римска архитектура је расута по целој земљи. Скопље је седиште неколико примера ове врсте архитектуре. Један је Скопски акведукт, једини водовод у Северној Македонији. Састоји се од 55 камених лукова. Други пример је Скупи, иако од овог археолошког налазишта нема много остатака, гробље и позориште су донекле видљиви.
Иако су је основали антички Македонци, већина остатака Хераклеја Линкестиса потиче из римске окупације. Ови остаци укључују пронаос и велико позориште.
Други примери римске архитектуре у Северној Македонији укључују бројне римске рушевине у Струмици и око њега. Једна од највећих је добро очувана римска терма, изграђена током касне антике.

## Средњовековна бугарска и српска архитектура
Од 893. године нове ере до 13 века, део или целу данашњу Северну Македонију контролисало је Прво и Друго бугарско царство. То је резултирало зградама концентрисаним посебно у Охриду, који је био главни град Првог бугарског царства од 968—972. до 1018. године нове ере. То укључује историјске цркве и манастире попут цркве Свете Софије, манастира Светог Наума и цркве Светог Климента и Пантелејмона.
До 1345. године, Стефан Душан од српског царства је заузео пола Балкана, укључујући и регион Македоније, и прогласио се новим владаром. Срби су владали територијом модерне Северне Македоније до краја 14. века. Током своје владавине изградили су запажену архитектуру као што су манастир Светог Николе у Псачи, Маркове куле и манастир Светог Ђорђа у Старом Нагоричану.

## Византијска архитектура
Византијска архитектура је један од најистакнутијих облика у Северној Македонији. Највише се среће у црквама и манастирима, попут манастира Трескавац код Прилепа.

## Османска архитектура
Османлије су контролисале земљу данашње Македоније око пет векова. Свој траг оставили су у бројним џамијама и другим исламским грађевинама које су изградили.
Османска архитектура је доминантна у неким деловима Скопља, посебно у општини Чаир. Мустафа-пашина џамија је једна од најпознатијих османских зграда у Северној Македонији. Изграђена 1492. године, џамија је квадратног облика, а пречник куполе је 16 метара.
Османска архитектура се може видети и у Битољу и Тетову.

## Архитектура 19. века
Примери неокласичне или барокне архитектуре су широм земље, али могу бити ретки и ограничени на једну структуру по граду. Неокласична архитектура може се видети у Скопљу (Ристићева палата). Изузетак од овог обрасца је у Битољу. Широк сокак је испуњена неокласичном и барокном архитектуром и готичком католичком црквом.
- Центар Скопља у првој половини 20. века.
- Скопско народно позориште и тврђава Кале пре земљотреса 1963.
- Ристићева палата у Скопљу.

## Југословенска архитектура

### Међуратни модернизам
Југословенска архитектура је настала у првим деценијама 20. века пре стварања државе, бројни креативци, занесени могућношћу државности, организовали су низ уметничких изложби у Србији у име заједничког словенског идентитета. Након владине централизације, након стварања Краљевине Југославије 1918, овај почетни ентузијазам је почео да бледи. Југословенску архитектуру је све више одређивала све концентрисанија национална власт која је тежила успостављању јединственог државног идентитета.

Почетком двадесетих година прошлог века, југословенски архитекти су почели да се залажу за модерну архитектуру, посматрајући стил као логично проширење прогресивних националних наратива. Група архитеката модерног покрета, организација коју су 1928. основали архитекти Бранислав Ђ. Којић, Милан Злоковић, Јан Дубови и Душан Бабић, залагала се за широко усвајање модерне архитектуре као националног стила Југославије да би превазишла регионалне разлике. Упркос тим променама, различити односи са западом учинили су усвајање модернизма нескладним, док су Социјалистичка Република Хрватска и Словенија биле упознате са западним утицајем и жељне усвајања модернизма, Социјалистичка Република Босна и Херцеговина је и даље била отпорнија на то. Од свих југословенских градова, Београд има највећу концентрацију модернистичких структура.
- Скопска градска болница 1930.
- Музеј града Скопља.

### Социјалистички реализам (1945—48)
Одмах након Другог светског рата, кратко повезивање Југославије са Источним блоком покренуло је кратки период социјалистичког реализма. Централизација унутар комунистичког модела је довела до укидања приватних архитектонских пракси и државне контроле струке. Током овог периода, владајућа савез комуниста Југославије је осудио модернизам као буржоаски формализам, потез који је изазвао неслагања међу предратном модернистичком архитектонском елитом нације.

### Социјалистички модернизам
Социјалистичка реалистичка архитектура у Југославији се нагло завршила расколом Јосипа Броза Тита са Стаљином 1948. Наредних година нација се све више окретала западу, враћајући се модернизму који је карактерисао предратну југословенску архитектуру. Током ове ере модернистичка архитектура симболизује одвајање нације од СССР-а.

### Споменици
Током овог периода, југословенски прекид са совјетским социјалистичким реализмом комбинован са напорима за обележавање Другог светског рата, довео је до стварања огромне количине апстрактних скулптуралних ратних меморијала, данас познатих као споменици Народноослободилачке борбе.

### Брутализам
Крајем педесетих и почетком шездесетих година брутализам је почео да стиче следбенике у Југославији, посебно међу млађим архитектама, на који је утицао распад CIAM-а из 1959.
Растући утицај брутализма у нацији најизраженији је пример у напорима за обнову Скопља након земљотреса 1963. Јапански архитекта Кенсо Танге је имао кључну улогу у залагању за брутализам, идући толико далеко да је предложио потпуни редизајн Скопља у том стилу.

### Децентрализација
Са политикама децентрализације и либерализације 1950-их у СФР Југославији, архитектура је постајала све више фактурисана по етничким линијама. Архитекте су се све више фокусирале на изградњу у односу на наслеђе појединих социјалистичких република у облику критичког регионализма. Разлика појединачних етничких архитектонских идентитета у Југославији погоршана је децентрализацијом некадашње централизоване власти за очување историје 1972, пружајући појединим регионима даљу прилику да критички анализирају сопствене културне наративе.

## Савремена архитектура
Већина модерних зграда у Северној Македонији налази се у Центру. Један пример је МРТ центар, који је висине 70 m која је била највиша зграда у земљи до 2013. када су изграђене куле Џевахир. Примери модерне архитектуре се налазе и у другим градовима, углавном Битољу и Гостивару.

### Скопље 2014.
Скопље 2014. био је пројекат са циљем да се Скопљу пружи класичнији изглед, изградњом неколико зграда, углавном у неокласичном стилу, што је код архитеката изазвало критике да је кич.